# Idilli di Messina
Idilli di Messina (in tedesco Idyllen aus Messina) è un insieme di otto idilli composti da Friedrich Nietzsche durante la propria permanenza nella città siciliana nella primavera del 1882, dove Nietzsche risiedette per tre settimane.
Nel maggio del 1882, gli otto idilli furono pubblicati sull'Internationale Monatschrift da Ernst Schmeitzner, l'editore di Nietzsche all'epoca, con il quale avrebbe poi reciso tutti i legami e a cui alla fine avrebbe fatto causa. I componimenti sono il frutto di una voluminosa serie di tentativi poetici che il filosofo elaborò dal febbraio all'aprile del 1882, con cui in seguito compose il suo Vorspiel in deutschen Reimen e La gaia scienza. Di queste otto poesie, nel 1887 Nietzsche ne usò sei, in forma leggermente modificata, per il Lieder des Prinzen Vogelfrei, l'appendice della seconda edizione di La gaia scienza.